# Прам (город в Австрии)
Прам (нем. Pram) — ярмарочная коммуна (нем. Marktgemeinde) в Австрии, в федеральной земле Верхняя Австрия.
Входит в состав округа Грискирхен. Население составляет 1840 человек (на 31 декабря 2005 года). Занимает площадь 20 км². Официальный код — 40822.

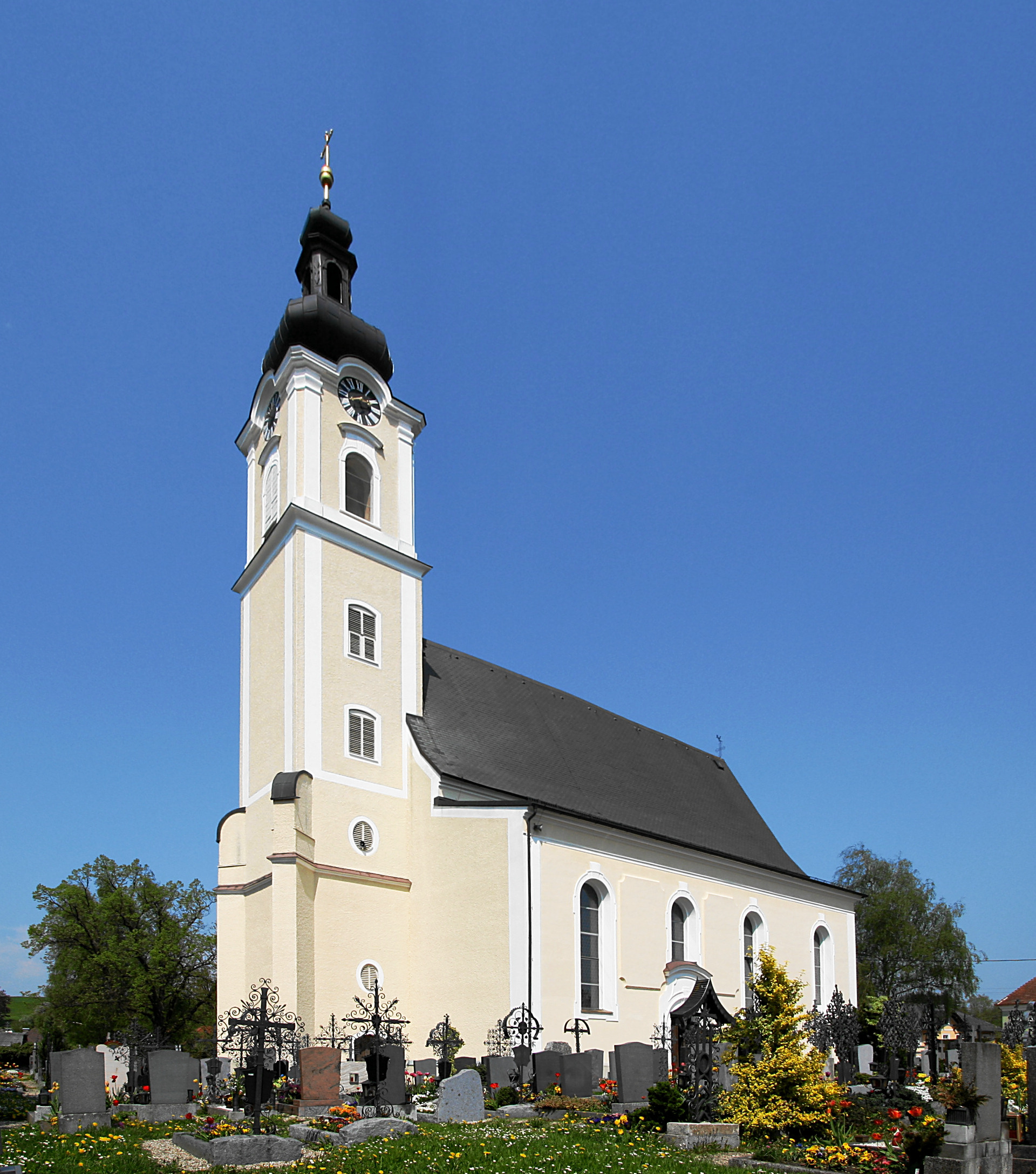
Прам

## Политическая ситуация
Бургомистр коммуны — Эрвин Репиц (АНП) по результатам выборов 2003 года.
Совет представителей коммуны (нем. Gemeinderat) состоит из 19 мест.
- АНП занимает 9 мест.
- СДПА занимает 6 мест.
- АПС занимает 4 места.